# パース郡
パース郡（パースぐん、英：Perth County）は、カナダのオンタリオ州南西部に位置する地方行政区のひとつ。1850年に設立された。行政府である郡庁所在地はストラトフォードに置かれている。トロントより西へ161kmほどのところにあり、およそ90%は農地となっている。
ストラトフォードとセント・メアリーズの2都市は国勢調査区分上、郡内に含むが郡の行政としては管轄区域外の都市となっている。

## 主な都市
- ストラトフォード （Stratford）：行政管轄外
- セント・メアリーズ （St. Marys）：行政管轄外
- リストウェル （Listowel）